# 3789 Zhongguo
A 3789 Zhongguo (ideiglenes jelöléssel 1928 UF) egy kisbolygó a Naprendszerben. Zhang Yuzhe fedezte fel 1928. október 25-én.